# Історія Кам'янця-Подільського
Істо́рія Кам'янця́-Поді́льського — історія міста Кам'янець-Подільський, яке нині є містом обласного підпорядкування, одним із районних центрів Хмельницької області України.

## Гіпотези про заснування міста
Основна стаття: Гіпотези про заснування Кам'янця-Подільського
У науковій і науково-популярній літературі зафіксовано чотири гіпотези щодо заснування Кам'янця-Подільського , які умовно можна назвати:
- литовською — про 1360-ті роки,
- вірменською — про 1062 рік,
- дако-римською — про 2—3 століття,
- давньоруською (домонгольською) — про другу половину 12 століття (або кінець 12 — початок 13 століття).

Більшість сучасних істориків притримуються останньої гіпотези — про формування Кам'янця-Подільського як ранньофеодального міста у другій половині 12 століття.

## Історія міста до 1362 року
Археологічні знахідки та дослідження засвідчують, що люди здавна селилися на території сучасного Кам'янця-Подільського. Це були стоянки мисливців, селеща давніх землеробів. Міське поселення виникло тут значно пізніше .
Найдавнішими вважаються археологічні знахідки на території дендропарку над каньйоном на лівому березі Смотрича. Тут після весняних розмивів виявлено бивні мамонта, а також крем'яні відщепи пізнього палеоліту (40—13 тисяч років тому).
На території сучасного Старого міста під час земляних робіт натрапили на речі часів трипільської культури (4—3 тисячоліття до н. е.). В урочищі Татарському, яке з південного заходу прилягає до Кам'янець-Подільської фортеці, виявлено рештки великого трипільського поселення, а в ньому — безліч уламків розписаного посуду, крем'яні ножі, скребки, різці, глиняні мініатюрні скульптури, характерні для землеробських племен доби міді. У цьому ж урочищі, а також поблизу міської друкарні знайдено знаряддя праці доби пізньої бронзи та початку ранньої залізної доби (12—8 століття до н. е.) .
У перші століття нашої ери територію майбутнього Кам'янця та його околиць заселяли племена черняхівської культури, основним заняттям яких було землеробство. 
Римські монети 2—3 століть, знайдені на території міста та навколишніх сіл, свідчать, що населення Середнього Подністров'я перебувало у торговельних і культурних зв'язках із жителями Північного Причорномор'я та римських провінцій. 
На правому березі Смотрича, неподалік Гончарської башти, під час земляних робіт виявлено культурний шар із слов'янською керамікою 9—10 століть. На думку істориків, це є доказом того, що Старе місто, як і весь район Середнього Подністров'я, у ті часи заселяли східнослов'янські племена, зокрема уличі та тиверці, які входиди до складу Київської Русі. У різних частинах Старого міста, а також в урочищі Татарському виявлено залишки культурного шару з типовою давньоруською керамікою ..
В другій половині ХІІ - першій половині ХІІІ ст. входив до складу Галицького, а згодом, об'єднаного Галицько-Волинського князівства.
Згідно з археологічними джерелами, виникнення Кам'янця як ранньофеодального місто з чітким розмежуванням ремесла та землеробства, з розвинутою торгівлею датується кінцем 12 — початком 13 століття. В ті часи місто входило до складу Галицько-Волинського князівства. Писемних джерел про історію Кам'янця цього періоду не збереглося.
У 1240 році Поділля увійшло до складу Золотої Орди. Подоляни визнали право ординців збирати з міста щорічну данину, і Золота Орда почала правити життям Поділля за допомогою баскаків і виборних місцевих отаманів.
У другій половині XIII століття був створений Подільський улус , який ділився на тумени (округи) . Кам'янець був адміністративним центром Кам'янецького тумена. Керували Подільським улусом три брати, «отчичі і дідичі Подільської землі» Кутлубуг (Котлубей), Хачібей (Кочубей) і Дмитро.

## Кам'янець у 1362—1434 роках

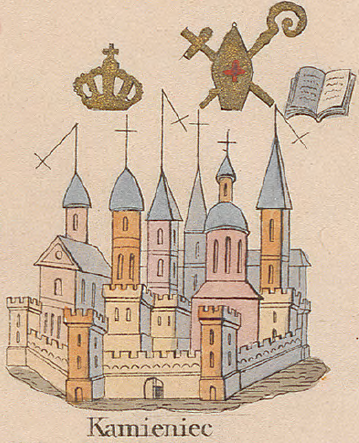
Кам'янець на мапі Зигмунда Герстмана

Герб Кам'янця́-Поді́льського 1374

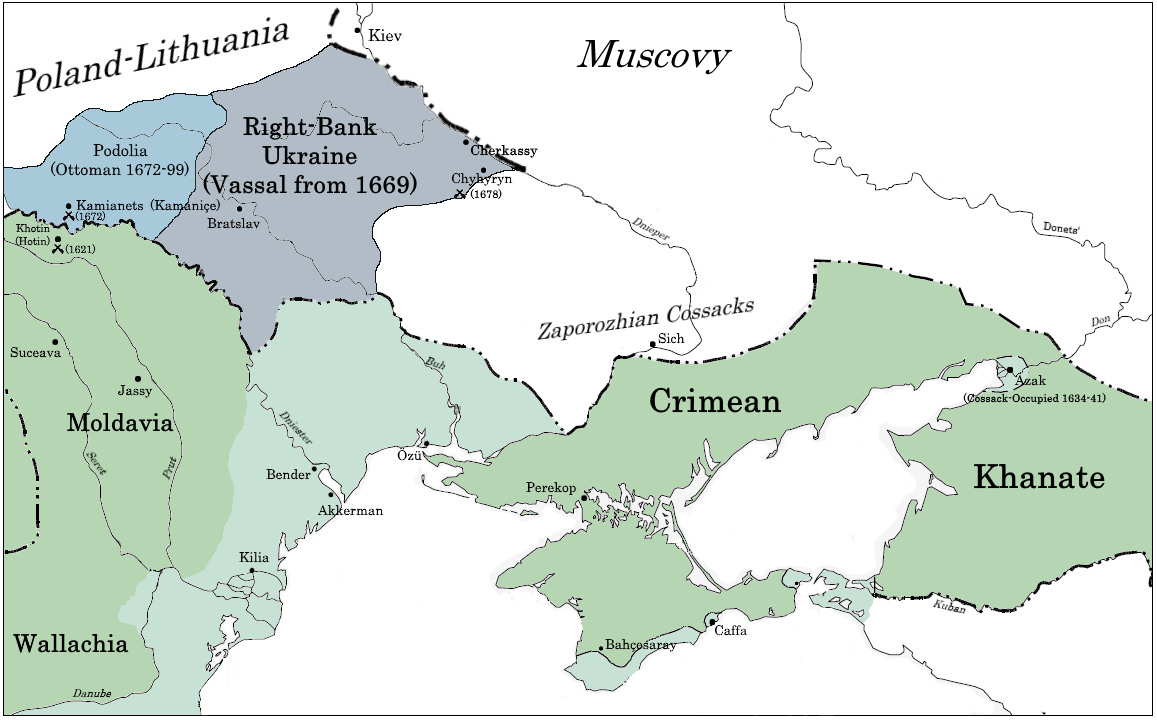
Мапа Кам'янець та Поділля підчас Османського правління

Після перемоги військ Литви над ординцями у Синьоводській битві, що відбулася восени 1362 року, Поділля перейшло під владу Великого князівства Литовського. Утверджуючись у краї, князі Коріятовичі (племінники великого князя литовського Ольгерда) стали відбудовувати міста, їхні укріплення та села. Серед відбудованих міст був і Кам'янець.
Від 1360-х років столицею Подільської землі при Коріятовичах було місто Смотрич, а з початку 1370-х років — Кам'янець. 7(15) січня 1374 року Юрій і Олександр Коріятовичі надали місту грамоту на самоврядування. Поступово в його суспільне та громадське життя, управління, судочинство та містобудування стали проникати західноєвропейські норми.
На той час у Кам'янці склалося двоцентрове управління: одним із його адміністративних центрів був замок, іншим — місто. Замок слугував місцем перебування князя, який управляв усім Подільським князівством, а місто — війта, який керував міською громадою. Грамота 1374 року засвідчує, що «зем'ян, бояр і слуг князівських повинен судити князь на замку», а міщани мали право «судитися своїм правом і своїми райцями».
За етнічною приналежністю населення Кам'янця в ті часи переважно було руським (українським). Окрім українців, тут мешкали вірмено-кипчаки, литовці, поляки, молдовани, поодинокі представники інших народів.
За часів князювання Коріятовичів (до 1393 р.) на Поділля став проникати католицизм. Так, 1370 року в Кам'янці став функціонувати домініканський чернечий орден, було засновано і монастир. Незабаром і францисканці заснували в місті монастир. 1378 року римський папа видав князеві Олександру Коріятовичу буллу на заснування в Кам'янці католицької єпископії.
В 1393 р. великий князь литовський Вітовт штурмом взяв місто і прогнав Федора Коріятовича. Поділля підпорядковувалося Великому князівству Литовському до 1430 року (тимчасово, у 1404—1410 роках, — Короні Польській).
Восени 1430 року, після смерті Вітовта, польське панство, прихильне до короля польського і верховного князя литовського Владислава II Ягайла, змовилося з кам'янецьким католицьким єпископом (біскупом) Павлом, колишнім кам'янецьким старостою Яном Грицком Кердеєвичем, шляхтичами Бучацькими й подільською прозахідно налаштованою шляхтою, підійшло до Кам'янця, викликали на «розмову» Вітовтового намісника Яна Довґерда (який не знав про смерть Великого князя литовського), ув'язнили його, захопили замок і місто. Після захоплення Свидригайлом, король Ягайло 7 листопада 1430 р. віддає одночасно два накази: офіційний — повернути Поділля воєводі Свидригайла М.Бабі, таємний — схопити М.Бабу та не віддавати міста (який і був виконаний).
1432 року подільський староста Теодорик Бучацький Язловецький склав присягу на вірність польському королю Владиславу II Ягайлу та його синам, після чого король передав йому в управління кам'янецький замок. Того ж року Кам'янцю було підтверджено магдебурзьке право.
1433 р. — замок взяли війська під проводом Федора Острозького.
1434 року місто остаточно перейшло під владу польського короля. Кам'янець був наділений функціями головного міста Подільського воєводства, Кам'янецького повіту й однойменного староства.

## 1917- 1920 (УНР-УД)
17 квітня 1919 року  Кам'янець був зайнятий військами  Радянської Росії· 3 червня 1919 року звільнений військами УНР (Бій за Кам'янець-Подільський)·
З 14 червня  до  16 листопада  тут перебували  уряд і Директорія УНР· 17 листопада  місто було зайняте військами  Польщі· Після підписання  Симоном Петлюрою 21-24 квітня 1920 року  Варшавського договору  з Польщєю  в місті  відновлена влада УНР за згоди  Польщі·  12 липня 1920 року знову захоплене  Червоною Армією Росії· 21 вересня 1920 року знову визволене  військами УНР· 15 листопада 1920  уряд і війська УНР залишили  місто·  16 листопада 1920 року знову зайняте військами Радянської Росії·

## Після відновлення незалежності України (1991)
Від 24 серпня 1991 року Кам'янець-Подільський — у складі незалежної України, є значним економічним, культурним, освітнім і туристичним осередком держави.
У період з 1991 по 2000 роки в місті частково, або повністю зупинилася робота більшості промислових підприємств. Почалися роки масового безробіття, зубожіння населення і процвітання злочинності. Кам'янець стає одним з основних кримінальних осередків країни.
З 1993 року почалася масова міграція єврейського населення міста в Ізраїль і США. Тисячі подолян у пошуках роботи і кращого життя покинули місто та перетнули межі країни. Умовно ця перша хвиля еміграції була зумовлена на етнічній складовій, коли багато народностей, які були розселені по різних куточках союзу почали повертатись на свою батьківщину. Так в цей період був і зворотній процес, коли у місто повертались з різних колишніх республік українці.
У 1995 році у Кам'янці-Подільському з'явився масовий доступ до мережі Інтернет.
1996 року розпочала роботу перша в місті станція мобільного зв'язку. Також, у 1996 році створено Національний природний парк «Подільські Товтри».
З вересня 1999 року по 2012 рік у місті щорічно проходив етап чемпіонату України з авторалі.
2 березня 2000 року Постановою Верховної Ради України затверджено нові межі міста загальною площею 2787,1 гектара.
З 2000-х років починається умовна друга хвиля еміграції, переважно трудова, хоча вона була довготривала, не сезонна, особливо це стосувалось жінок, які їхали на заробітки по догляду за пенсіонерами в Італію та Іспанію. Це в кінцевому спричиняло розпад сімей, а діти після дорослішання емігрували до батьків за кордон. Частково це мало позитивний ефект у місті відкривались заклади на зразок закордонних, з'являлись європейські товари, які передавали заробітчани, а діти і родичі отримували кошти у валюті на прожиття, пожвавлюючи місцеву економіку і наповнюючи її грошима.
У 2001 році у місті з'явився перший банкомат банку «Приватбанк», у 2002 році відкрився банкомат банку «Аваль».
2003 року відкрився перший у місті супермаркет. З 2003 року відновилося активне житлове будівництво.
2004 році мешканці міста активно брали участь Помаранчевій революції, люди проводили мітинги на майдані Відродження.
З 2014 року початком Російської агресії проти України багато подолян пішли добровольцями та військовослужбовцями на фронт захищати Україну.
Десь з 2015 року, а після отримання безвізового режиму з ЄС іше сильніше, починається третя хвиля еміграції з міста. У більшій мірі це сезоні поїздки на заробітки, з яких якась частина мешканців знаходять на постійні основі роботу перевозять сім'ї та подаються на отримання громадянства чи права на проживання. Інша складова, це переїзд на навчання молоді міста, по завершенню школи. Переважно в Польщу, які після отримання європейського диплома намагаються знайти роботу в ЄС та залишитись там проживати.
У рамках децентралізації в 2020 року, було схвалено новий район та Кам'янець-Подільську територіальну громаду, до складу якої увійшли наступні сільради: Довжоцька, Зіньковецька, Рихтівська, Колибаївська.